# ورونیکا کارلسون
ورونیکا کارلسون (به انگلیسی: Veronica Carlson)(زاده ۱۸ سپتامبر ۱۹۴۴) بازیگر و مدل انگلیسی است.
از کارهای معروف او می‌توان به بازی در فیلم دراکولا از گور برخاسته‌است اشاره کرد.